# Cortes (Bohol)
Cortes é um município de  quinta classe de renda municipal (d) na província Bohol, nas Filipinas. De acordo com o censo de 1 de maio  de  2020 possui uma população de 18 344 pessoas e 4 165 domicílios.